# Lok-Sabha-Wahlkreis Mandya
Der Lok-Sabha-Wahlkreis Mandya ist ein Wahlkreis bei den Wahlen zur Lok Sabha, dem Unterhaus des indischen Parlaments. Er liegt im Bundesstaat Karnataka und umfasst den gesamten Distrikt Mandya sowie einen kleineren Teil des Distrikts Mysuru.
Bei der letzten Wahl waren 1.669.262 Einwohner wahlberechtigt.

## Letzte Wahl
Die Wahl zur Lok Sabha 2014 hatte folgendes Ergebnis:
| Kandidat              | Partei                | Stimmen |
| --------------------- | --------------------- | ------- |
| C. S. Puttaraju       | JD(S)                 | 44,0 %  |
| Ramya                 | INC                   | 43,5 %  |
| B. Shivalingaiah      | BJP                   | 7,3 %   |
| M. Krishnamurthy      | BSP                   | 1,9 %   |
| Sonstige              | Sonstige              | 2,8 %   |
| Keiner der Kandidaten | Keiner der Kandidaten | 0,5 %   |

## Nachwahl 2013
Nachdem der bisherige Abgeordnete N. Chaluvaraya Swamy zurückgetreten war, um ein Abgeordnetenmandat im Bundesstaatsparlament Karnatakas wahrzunehmen, fand am 21. August 2013 eine Nachwahl statt. Sie hatte folgendes Ergebnis:
| Kandidat        | Partei   | Stimmen |
| --------------- | -------- | ------- |
| Ramya           | INC      | 51,4 %  |
| C. S. Puttaraju | JD(S)    | 44,2 %  |
| Arun Kumara     | Unabh.   | 1,1 %   |
| Sonstige        | Sonstige | 3,3 %   |

## Wahl 2009
Die Wahl zur Lok Sabha 2009 hatte folgendes Ergebnis:
| Kandidat             | Partei   | Stimmen |
| -------------------- | -------- | ------- |
| N. Chaluvaraya Swamy | JD(S)    | 37,3 %  |
| Ambareesh            | INC      | 35,0 %  |
| L. R. Shivaramegowda | BJP      | 14,0 %  |
| K. S. Puttannaiah    | SKP      | 5,2 %   |
| M. Krishnamurthy     | BSP      | 2,5 %   |
| S. Balasubramaniyan  | Unabh.   | 1,5 %   |
| Shambhulingegowda    | Unabh.   | 1,5 %   |
| Shakunthala          | Unabh.   | 1,1 %   |
| Sonstige             | Sonstige | 1,9 %   |

## Bisherige Abgeordnete
| Wahl      | Name                 | Partei | Stimmen |
| --------- | -------------------- | ------ | ------- |
| 1951–1952 | M. K. Shivananjappa  | INC    | 59,2 %  |
| 1957      | M. K. Shivananjappa  | INC    | 61,4 %  |
| 1962      | M. K. Shivananjappa  | INC    | 51,1 %  |
| 1967      | M. K. Shivananjappa  | INC    | 56,9 %  |
| 1968*     | S. M. Krishna        | PSP    | 59,8 %  |
| 1971      | S. M. Krishna        | INC    | 71,2 %  |
| 1972*     | K. Chickalingaiah    | INC    | 49,9 %  |
| 1977      | K. Chickalingaiah    | INC    | 48,4 %  |
| 1980      | S. M. Krishna        | INC(I) | 52,0 %  |
| 1984      | K. V. Shankaragowda  | JNP    | 58,6 %  |
| 1989      | G. Madegowda         | INC    | 47,7 %  |
| 1991      | G. Madegowda         | INC    | 42,5 %  |
| 1996      | Krishna              | JD     | 46,0 %  |
| 1998      | Ambareesh            | JD     | 55,0 %  |
| 1999      | Ambareesh            | INC    | 52,2 %  |
| 2004      | Ambareesh            | INC    | 47,9 %  |
| 2009      | N. Chaluvaraya Swamy | JD(S)  | 37,3 %  |
| 2013*     | Ramya                | INC    | 51,4 %  |
| 2014      | C. S. Puttaraju      | JD(S)  | 44,0 %  |

*) Nachwahl

## Wahlkreisgeschichte
Der Wahlkreis Mandya besteht seit der ersten Lok-Sabha-Wahl 1951. Bis 1973 gehörte der Wahlkreis zum Bundesstaat Mysore, ehe dieser 1973 in Karnataka umbenannt wurde. 